# Heinz Baufeld
Heinz Baufeld (* 8. Mai 1919 in Merseburg; † nicht ermittelt) war ein deutscher Internist und Hochschullehrer.

## Leben
Bauer stammte aus der preußischen Provinz Sachsen. Er studierte Medizin und promovierte 1944 an der Universität Jena zum Dr. med. Nach seiner Habilitation wurde er 1958 Dozent und Oberarzt an der Medizinischen Akademie in Erfurt. 1962 war er Mitorganisator der Tagung „Klinische Pathologie und klinische Chemie“ der Arbeitsgemeinschaft Klinische Pathologie und Klinische Chemie der Gesellschaft für experimentelle Medizin in Erfurt. Eine weitere Arbeitstagung zum Thema Klinische Pathologie der genetischen Stoffwechselstörungen und Fortschritte in der Methodik der klinischen Diagnostik fand 1965 an gleicher Stelle statt.

## Schriften (Auswahl)
- (mit Werner Schnorcht): Beobachtungen über das Wachstum von hämolytischen Streptokokken in der Mundhöhle bei Gesunden und Scharlachkranken. Jena 1944.
- Beobachtungen an Trockenserum. Erfurt 1956.
- (Mitautor): Moderne neurologisch-psychiatrische Diagnostik. Leipzig 1963.
- (Mitautor): Klinische Pathologie und klinische Chemie. 2. Tagung der Arbeitsgemeinschaft Klinische Pathologie und Klinische Chemie der Gesellschaft für experimentelle Medizin, Erfurt, vom 4.-6. Okt. 1962, Dresden 1963.
- Möglichkeiten und Grenzen der automatischen Laboratoriumsdiagnostik. Berlin 1977.